# Knob Noster
Knob Noster és una població dels Estats Units a l'estat de Missouri. Segons el cens del 2000 tenia 2.462 habitants.

## Demografia
Segons el cens del 2000, Knob Noster tenia 2.462 habitants, 959 habitatges, i 602 famílies. La densitat de població era de 549,5 habitants per km².
Dels 959 habitatges en un 33,6% hi vivien nens de menys de 18 anys, en un 44,9% hi vivien parelles casades, en un 13,2% dones solteres, i en un 37,2% no eren unitats familiars. En el 28,6% dels habitatges hi vivien persones soles el 6,5% de les quals corresponia a persones de 65 anys o més que vivien soles. El nombre mitjà de persones vivint en cada habitatge era de 2,57 i el nombre mitjà de persones que vivien en cada família era de 3,14.
Per edats la població es repartia de la següent manera: un 27,6% tenia menys de 18 anys, un 19,3% entre 18 i 24, un 29,7% entre 25 i 44, un 16,8% de 45 a 60 i un 6,7% 65 anys o més.
L'edat mediana era de 27 anys. Per cada 100 dones de 18 o més anys hi havia 110,5 homes.
La renda mediana per habitatge era de 30.869 $ i la renda mediana per família de 36.842 $. Els homes tenien una renda mediana de 22.176 $ mentre que les dones 19.327 $. La renda per capita de la població era de 15.702 $. Entorn del 13,4% de les famílies i el 17% de la població estaven per davall del llindar de pobresa.

## Poblacions més properes
El següent diagrama mostra les poblacions més properes.